# KV Kortrijk
Koninklijke Voetbalclub Kortrijk (ou simplesmenmte Kortrijk ou KVK) é um clube de futebol belga, localizado na cidade de Kortrijk.

## Elenco atual
Última atualização: 16 de janeiro de 2025.
Legenda
- : Capitão
- : Jogador lesionado/contundido
- : Jogador suspenso